# Hirate Hirohide
Hirate Hirohide (平手汎秀, 15 janvier 1553-25 janvier 1573) est  un samouraï de l'époque Sengoku au service du clan Oda.
Au cours de la bataille de Mikatagahara, Oda Nobunaga envoie Hirohide en renfort à Tokugawa Ieyasu lorsque celui-ci est attaqué par Takeda Shingen. Lorsque ses alliés sont en grande difficulté lors de l'attaque de l'armée des Takeda, il se bat vaillamment  jusqu'à ce qu'il soit tué.

## Source de la traduction
- (en) Cet article est partiellement ou en totalité issu de l’article de Wikipédia en anglais intitulé « Hirate Hirohide » (voir la liste des auteurs).